# Brunegg
Brunegg es una comuna suiza del cantón de Argovia, ubicada en el distrito de Lenzburg. Limita al norte con la comuna de Birr, al noreste con Birrhard, al sureste con Mägenwil, al sur con Othmarsingen, y al oeste con Möriken-Wildegg.